# Cinnamomum liangii
Cinnamomum liangii C.K.Allen – gatunek rośliny z rodziny wawrzynowatych (Lauraceae Juss.). Występuje naturalnie w północnym Wietnamie oraz południowych Chinach (w prowincji Guangdong oraz regionie autonomicznym Kuangsi). 

## Morfologia
PokrójZimozielone drzewo dorastające do 20 m wysokości. Kora ma szarawą barwę. Gałęzie są nagie.
LiścieNaprzeciwległe lub prawie naprzeciwległe. Mają eliptycznie lancetowaty kształt. Mierzą 5,5–11 cm długości oraz 2–4 cm szerokości. Są nagie. Nasada liścia jest zaokrąglona. Blaszka liściowa jest o spiczastym wierzchołku. Ogonek liściowy jest nagi, ma ciemnobrązową barwę i dorasta do 5–7 mm długości.
KwiatySą niepozorne, obupłciowe, zebrane w silnie rozgałęzione wiechy o lekko owłosionych osiach, rozwijają się w kątach pędów. Kwiatostany dorastają do 3–6 cm długości, podczas gdy pojedyncze kwiaty mają długość 5,5 mm. Są mniej lub bardziej owłosione i mają żółtawą barwę. Podsadki mają owalny kształt i mierzą 2 mm długości.
OwoceMają elipsoidalny kształt, osiągają 13 mm długości i 7–8 mm szerokości, są nagie.

## Biologia i ekologia
Rośnie w wiecznie zielonych lasach oraz zaroślach. Kwitnie od lutego do marca, natomiast owoce dojrzewają w maju.